# غريغ مكارثي
غريغ مكارثي (بالإنجليزية: Greg McCarthy)‏ هو لاعب كرة قاعدة أمريكي، ولد في 30 أكتوبر 1968 في نوروولك في الولايات المتحدة.